# 武佐站 (滋賀縣)
武佐站（日语：／ Musa eki */?）是位於滋賀縣近江八幡市長光寺町，近江鐵道八日市線的車站。車站編號為OR20。

## 歷史
- 1913年（大正2年）12月29日 - 湖南鐵道車站啟用[1]。
- 1927年（昭和2年）5月15日 - 與琵琶湖鐵道汽船合併，成為該公司的車站[2]。
- 1929年（昭和4年）4月1日 - 路線轉讓至八日市鐵道，成為該公司的車站[3]。
- 1944年（昭和19年）3月1日 - 與近江鐵道合併，成為近江鐵道八日市線的車站。
- 1984年（昭和59年）2月1日 - 東海碳滋賀工場專用線廢止，結束貨運業務。
- 2020年（令和2年）3月14日 - 實施時間表修正，成為快速停車站。實際上在平日時間表中開始實施，即是3月16日[4]。

## 車站構造

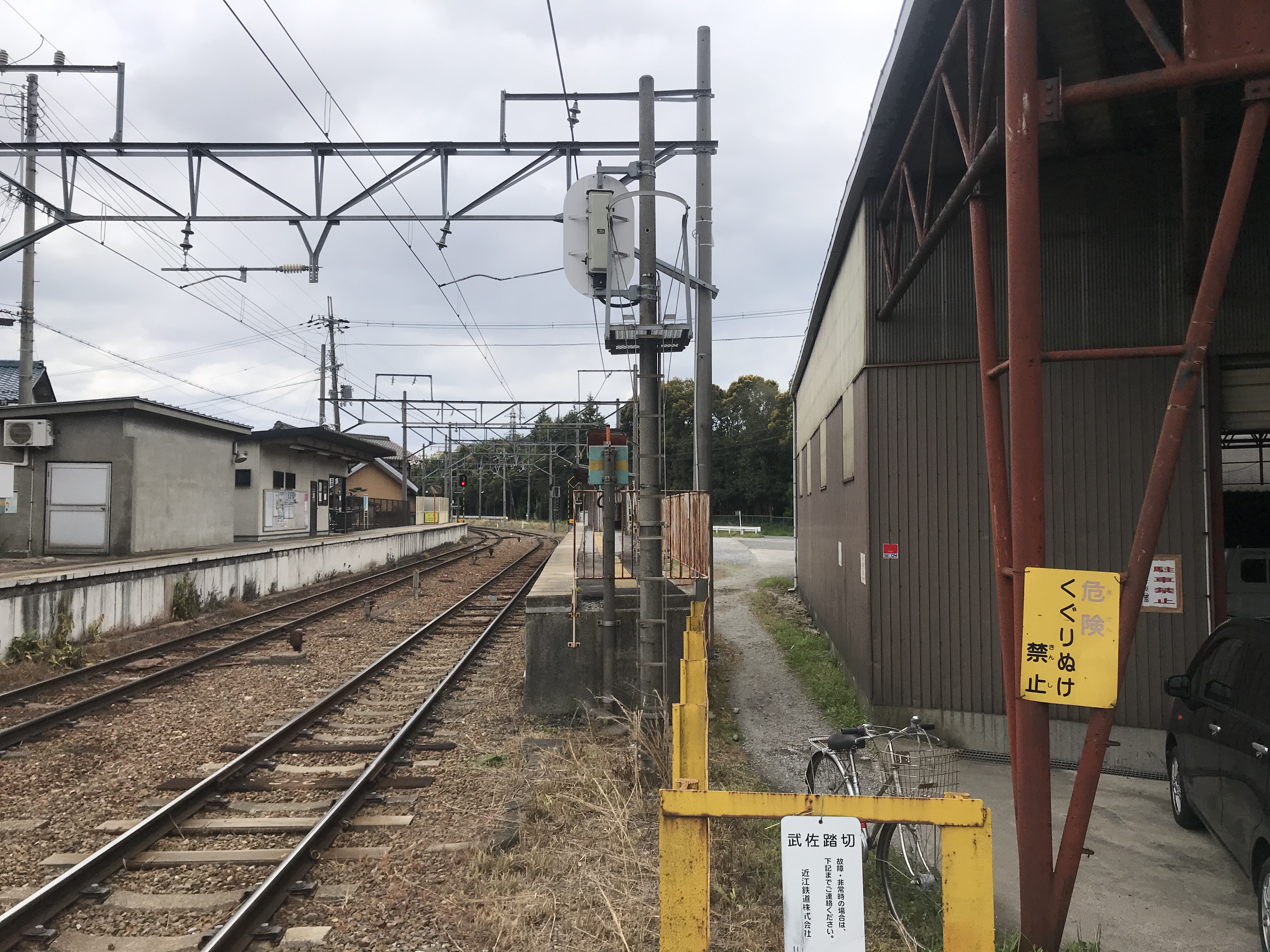
站內

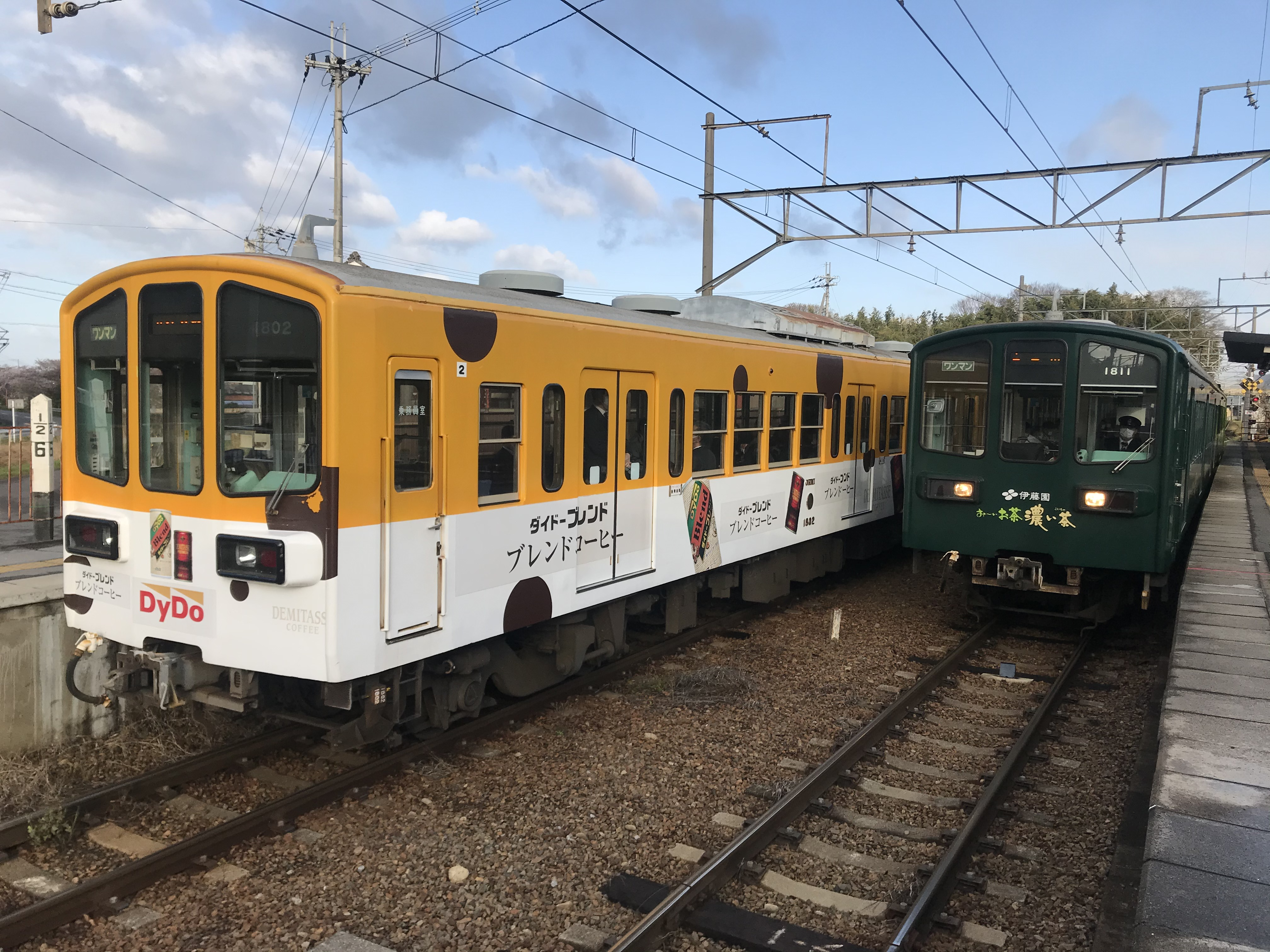
站內

車站是一座地面車站，設有2面2線的相對式月台。此站是無人車站，車站大樓在2000年（平成12年）進行翻新。
曾經設有前往東海碳滋賀工場的專用線。當時設有車載貨物列車運載了原材料，途經近江八幡站前往專用線。

## 使用狀況
根據「東近江市統計書」，以下為近年一日平均乘車人次。
| 年度   | 一日平均 乘車人次 |
| ------ | ----------------- |
| 2004年 | 160               |
| 2005年 | 155               |
| 2006年 | 155               |
| 2007年 | 161               |
| 2008年 | 153               |
| 2009年 | 136               |
| 2010年 | 137               |
| 2011年 | 147               |
| 2012年 | 157               |
| 2013年 | 152               |
| 2014年 | 149               |
| 2015年 | 166               |
| 2016年 | 165               |
| 2017年 | 175               |

## 車站周邊
- 近江八幡市武佐社區中心
- 武佐郵局
- 近江八幡市立武佐小學
- 國道8號
- 國道421號（日语：国道421号）
- 中山道武佐宿（日语：武佐宿）
- 東海碳（日语：東海カーボン）滋賀工場
- 三菱Logisnext（日语：三菱ロジスネクスト）滋賀工場

## 相鄰車站
近江鐵道
■八日市線（萬葉茜線）
■快速（平日早上只有1班）
近江八幡（OR21）→武佐（OR20）→八日市（OR15）
■普通
近江八幡（OR21）－武佐（OR20）－平田（OR19）

## 注腳
1. ↑  「軽便鉄道運輸開始」《官報》1914年1月10日（國立國會圖書館數碼化收藏）
2. ↑  《鉄道統計資料. 昭和2年》（國立國會圖書館數碼化收藏）
3. ↑  《鉄道統計資料. 昭和4年》（國立國會圖書館數碼化收藏）
4. ↑   (pdf) (新闻稿). 近江鉄道.   [2020-04-18]. （原始内容存档 (PDF)于2021-10-23）.

## 外部連結
- 武佐站 （页面存档备份，存于）（日語）（各站資訊）- 近江鐵道